# いよ西条インターチェンジ

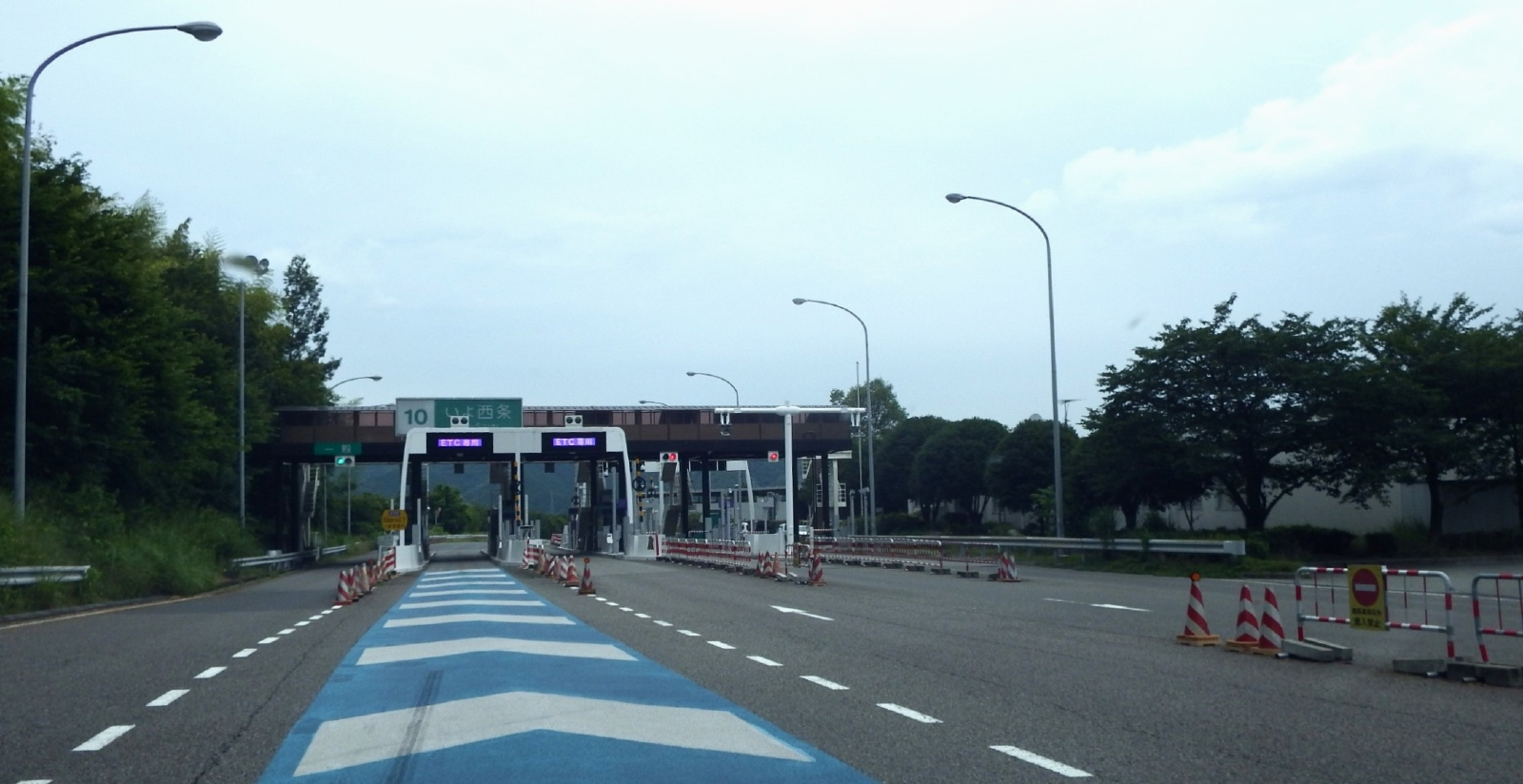
料金所出口

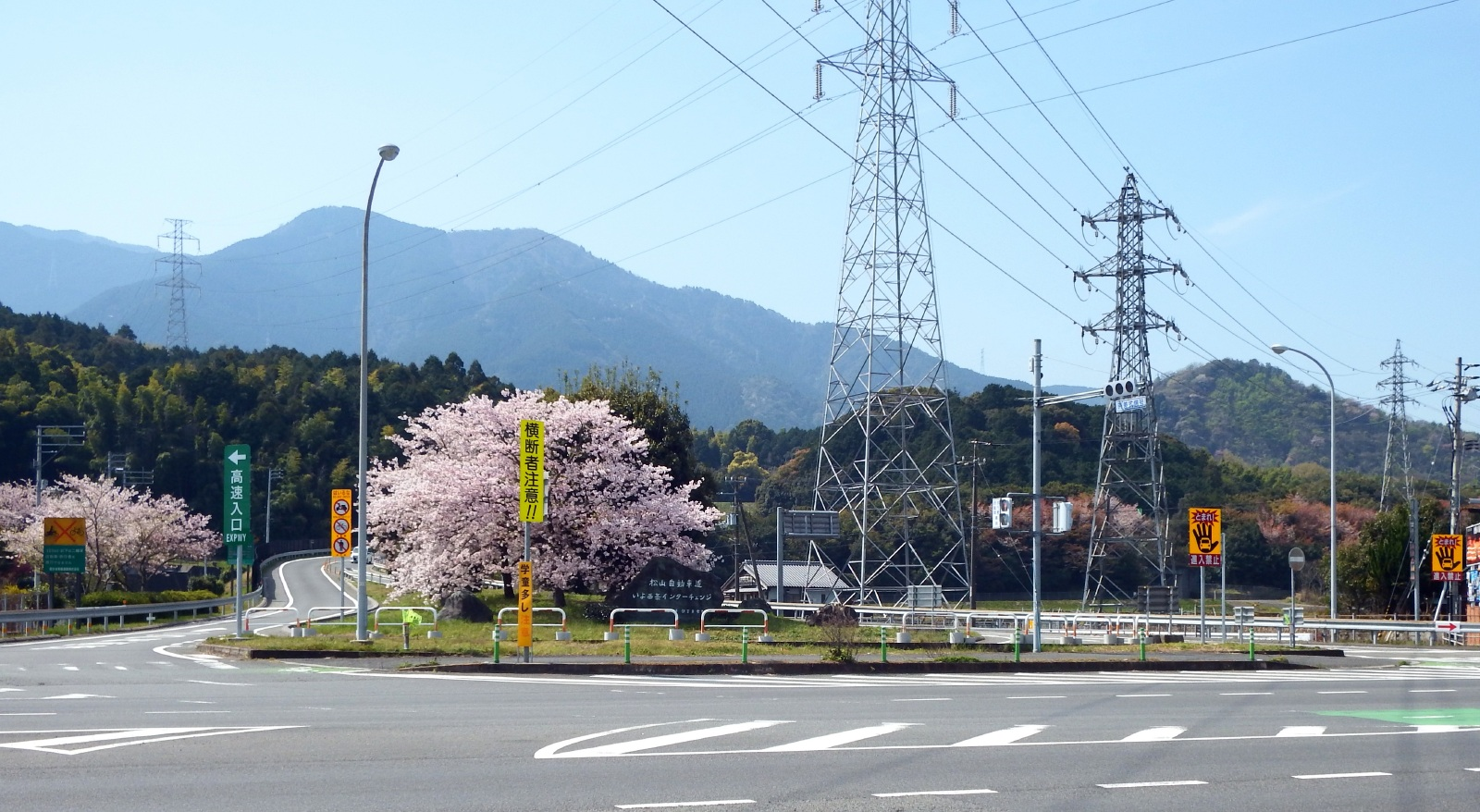
国道11号からの入口

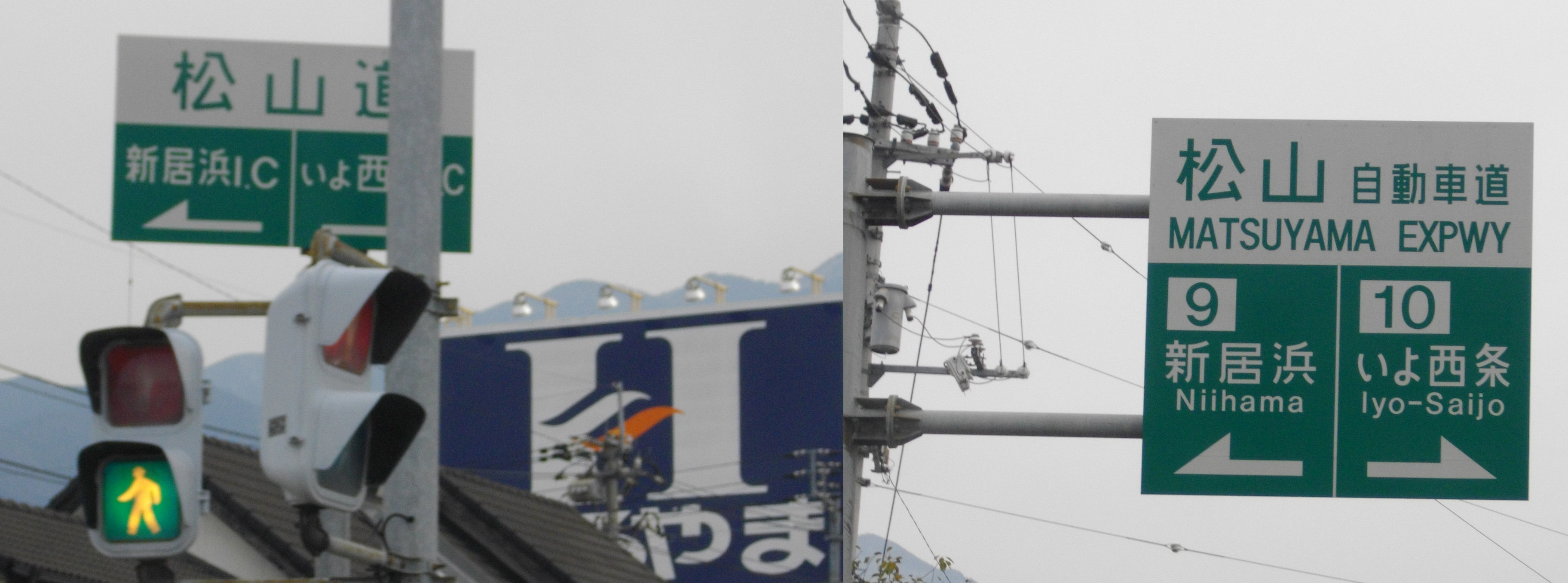
かつて東城交差点に設置されていた「新居浜IC」と「いよ西条IC」の両案内標識
（新居浜市西喜光地町）

いよ西条インターチェンジ（いよさいじょうインターチェンジ）は、愛媛県西条市飯岡にある、松山自動車道のインターチェンジである。
山陽自動車道の西条インターチェンジとの区別からいよ西条となった。

## 歴史
- 1991年（平成3年）3月28日 : 土居IC - いよ西条IC間の開通に伴い供用開始[1]。
- 1994年（平成6年）11月16日 : いよ西条IC - 川内IC間が開通[1]。

## 周辺
- 愛媛県総合科学博物館
- 双葉幼稚園

## 接続する道路
- 国道11号

## 料金所
- ブース数 : 5

### 入口
- ブース数 : 2

2ブースともETC専用および一般またはETC・一般の可変式ブース

### 出口
- ブース数 : 3
  - ETC専用および一般またはETC・一般の可変式ブース : 2
  - 一般（精算機） : 1

## 隣
E11 松山自動車道
(9) 新居浜IC - (10) いよ西条IC - 石鎚山SA - (11) いよ小松JCT/IC